# Frost (album)
 For alternative betydninger, se Frost (flertydig). (Se også artikler, som begynder med Frost)
Frost er det andet album fra det norske black metal-band Enslaved der blev udgivet i 1994.

## Numre
1. "Frost" – 2:52
2. "Loke" – 4:22
3. "Fenris" – 7:16
4. "Svarte Vidder" – 8:43
5. "Yggdrasil" – 5:23
6. "Jotunblod" – 4:07
7. "Gylfaginning" – 5:31
8. "Wotan" – 4:12
9. "Isöders Dronning" – 7:45

## Musikere
- Ivar Bjørnson – Guitar, keyboard
- Grutle Kjellson – Bas, vokal
- Trym Torson – Trommer